# ラッツァーテ
ラッツァーテ（伊: Lazzate）は、イタリア共和国ロンバルディア州モンツァ・エ・ブリアンツァ県にある、人口約7,700人の基礎自治体（コムーネ）。

## 地理

### 位置・広がり

#### 隣接コムーネ
隣接するコムーネは以下の通り。括弧内のCOはコモ県所属を示す。
- ブレニャーノ (CO)
- チェルメナーテ (CO)
- レンターテ・スル・セーヴェゾ
- ミジント
- ロヴェッラスカ (CO)

### 気候分類・地震分類
気候分類では、zona E, 2530 GGに分類される。
また、イタリアの地震リスク階級 (it) では、zona 4 (sismicità molto bassa) に分類される。